# Marijina kongregacija slovenskih bogoslovcev in duhovnikov
Marijina kongregacija slovenskih bogoslovcev in duhovnikov je katoliška bratovščina oziroma duhovna skupnost, ki deluje v okviru Rimskokatoliške cerkve v Sloveniji z namenom povezovanja slovenskih bogoslovcev in duhovnikov. Ustanovljena je bila leta 1908.

## Zgodovina
Kongregacija je bila ustanovljena leta 1908 kot združenje bogoslovcev z namenom, da bi si njeni člani s posebnim češčenjem in posnemanjem Device Marije prizadevali doseči ideal duhovniške popolnosti. Ustanovil jo je ljubljanski knezoškof Anton Bonaventura Jeglič. Njegov želja je bila, da bi duhovniki postali goreči in požrtvovalni duhovni voditelji Marijinih kongregacij, ki jih bodo morali voditi v dušnopastirskem delovanju. Članstvo v Kongregaciji formalno ureja njen statut.
Ko je kongregacija ob jubileju izdala knjigo »25 let pod Marijinim varstvom«, je škof Gregorij Rožman v uvodu opisal, kako velik pomen ima kongregacija za bogoslovce. Na osnovi svetopisemskega besedila je spomnil na prvo kongregacijo duhovnikov: »Vsi so enodušno vztrajali v molitvi /.../ z Marijo, Jezusovo materjo« (Apd 1,12-14). To naj bi bilo sredstvo, »da se vzgojimo v apostole in da si ohranimo apostolskega duha za duhovniško delo med verniki«. Kongregacija je bila vzgojna ustanova, ki je imela namen poglobiti in utrditi splošno versko vzgojo. Pri tem gre za krščansko duhovnost in svetost, ki je primerna stanu, in skrb za duše bližnjih, posvečevanje samega sebe in za apostolat. 
Marijine kongregacije so se začele pojavljati v 16. stoletju kot odraz tedanje duhovnosti v Katoliški cerkvi in so bile prisotne med ljudstvom do sredine 20. stoletja. Zaradi družbeno političnih sprememb se je tovrstna pobožnost v Sloveniji ohranila samo med bogoslovci in duhovniki. Slovanski narodi imajo izrazito češčenje Device Marije, tudi med Slovenci se to odraža v številnih pregovorih, rekih, pesmih in ljudskih izročilih.

## Poslanstvo
Danes Marijina kongregacija predstavlja duhovno skupnost slovenskih bogoslovcev in duhovnikov. Njen cilj je, da bi vsi njeni člani globlje spoznali Marijino vlogo pri duhovnem oblikovanju duhovniških kandidatov in njen delež pri apostolskem delovanju duhovnikov.
Po prepričanju kongregacionistov daje Marijin zgled duhovnikovemu življenju posebno razsežnost v njegovem posvečenju in njegovi predanosti Gospodu. Zaradi svojega brezpogojnega odgovora na Božji klic je Marija vzor poklica in popolne podaritve Bogu. Zaradi deviške čistosti, evangeljskega uboštva in pokorščine Božjemu načrtu je prva učenka in čudovit zgled hoje za Kristusom. Zaradi svoje popolne predanosti skrivnosti in poslanstvu svojega Sina je vzor apostolskega in cerkvenega služenja.

### Nameni Marijine kongregacije
- da spodbuja člane k sinovski vdanosti do Božje Matere, da bi po njej še bolj vzljubili Kristusa,
- da jim pomaga pri duhovnem oblikovanju njihove duhovniške osebnosti,
- da prebuja v njihovih srcih zavest, da je Marija duhovna mati bogoslovcev in duhovnikov,
- da člane opozarja na pomembnost njihove posvetitve Mariji in na njeno stalno priprošnjo in posredovanje pri Sinu,
- da člane zbira okrog Marije, še posebej ob njenih praznikih,
- da svoje člane vabi k življenju po zgledu matere Marije,
- da skrbi za medsebojno povezanost slovenskih bogoslovcev in duhovnikov, kar se uresničuje predvsem v molitvi in evharistični daritvi
- da v skladu s temi osnovnimi nameni skrbi za različne dejavnosti, zlasti v semenišču.[7]

Marijina kongregacija ima svoj sedež v kapeli semenišča. Zavetnica kongregacije je Brezmadežna, zato kongregacija obhaja svoj praznik 8. decembra. Posvetitev Brezmadežni bogoslovci obnavljamo vsako prvo soboto v mesecu. Duhovniki, ki so člani Marijine kongregacije pa enkrat letno darujejo sveto mašo za svetost vseh njenih članov.